# Popillia meinhardti
Popillia meinhardti är en skalbaggsart som beskrevs av Hermann Julius Kolbe 1894. Popillia meinhardti ingår i släktet Popillia och familjen Rutelidae. Inga underarter finns listade i Catalogue of Life.